# Karl Kniberg
Karl Gustaf Emil Kniberg, född den 5 maj 1852 i Kalmar, död den 26 september 1915 i Landskrona, var en svensk militär.
Kniberg blev underlöjtnant vid Svea artilleriregemente 1875, löjtnant där 1881 och kapten där 1891. Han var lärare vid Krigshögskolan 1892–1902. Kniberg blev kapten vid Andra Svea artilleriregemente 1894, major i regementet 1903 och vid Första Svea artilleriregemente 1903. Han blev överstelöjtnant vid Boden-Karlsborgs artilleriregemente 1903. Kniberg var överste och chef där 1906–1913. Han invaldes som ledamot av Krigsvetenskapsakademiens andra klass 1900. Kniberg blev riddare av Svärdsorden 1895 och kommendör av andra klassen av samma orden 1909.
Karl Kniberg var i giftet med Hedvig Brandt (1851–1908) far till Elsa Kniberg (1886–1907), vars dagbok utgavs postumt. Hela familjen vilar i samma grav på Södra kyrkogården i Karlsborg.